# Postřekov
Postřekov är en ort i Tjeckien.   Den ligger i regionen Plzeň, i den västra delen av landet, 140 km sydväst om huvudstaden Prag. Postřekov ligger 463 meter över havet och antalet invånare är 1 129.
Terrängen runt Postřekov är kuperad åt sydväst, men åt nordost är den platt.Runt Postřekov är det ganska tätbefolkat, med 72 invånare per kvadratkilometer. Närmaste större samhälle är Domažlice, 9,1 km öster om Postřekov. Trakten runt Postřekov består till största delen av jordbruksmark.